# كلية زايد العسكرية
كلية زايد العسكرية، تأسست هذه الكلية العسكرية الرائدة في تاريخ 1/1/1972 وتقع بدولة الإمارات العربية المتحدة، وبدأت بتدريس عدد من المواد الأكاديمية مثل الرياضيات واللغة الإنجليزية، وكان الهدف من إنشاء هذه الكلية هي ان تكون معهد تعليميا يرفد القوات المسلحة بالكوادر القيادية واعداد المرشح كقائد ومدرب ومقاتل وإداري من خلال مجموعة من المناهج الدراسية ((النظرية والعلمية)) والتي تطورت كنتيحه حتمية للتطور الشامل الذي شهدته القوات المسلحة، حيث كان لابد من تطوير العلوم الأكاديمية في الكلية وإضافة مواد أخرى تساهم في نكوين ضباط المستقبل المؤهلين والذين لديهم من القدرة مايمكنهم من ممارسة أساليب التفكير العلمي السليم وتنمية اماناتهم الابداعية مع الالتزام بالانضباط العسكري.
وبزيادة المواد الدراسية تم التعاون مع جامعة ابوظبي من اجل تدريس بعض المواد الأكاديمية ومواكبة ذلك أيضا تطور مماثل في اساليب التدريب العسكري ووسائلة المتبعة في أعرق الكليات العسكرية في العالم. وتستقبل كليه زايد الثاني العسكرية دورات الضباط الجامعيين ودورات المرشحين، ويتلقى الدارسون المواد العسكرية الأساسية في مجال العلوم العسكرية مع اختلاف ساعات المنهج.

## التخصصات
من أبرز التخصصات المتاحة في كلية زايد  العسكرية:
- إدارة الموارد البشرية
- الإدارة المالية
- نُظُم المعلومات الإدارية
- إدارة الإمداد والخدمات اللوجستية
- الهندسة
- الدبلوم العالي في العلوم العسكرية

## متحف كلية زايد العسكرية
يحتوي متحف كلية زايد العسكرية  على صور ومقتنيات ووثائق تحفظ تاريخ القوات المسلحة منذ التأسيس كمايضم المتحف صوراً  تبرز كبار الشخصيات والقادة العسكريين وتطور الأسلحة القديمة والحديثة واللباس العسكري  وغيرها من المقتنيات القديمة، ويحتوي متحف الكلية أيضاً على  قاعة مزودة بمؤثرات صوتية ومشبهات وأسلاك شائكة و قاعة تخلد شهداء كلية زايد العسكرية 